# Ischyja inferna
Ischyja inferna là một loài bướm đêm trong họ Noctuidae.